# Campionatul Mondial de Fotbal Feminin 2007
Campionatul Mondial de Fotbal Feminin 2007 a fost o competiție internațională de fotbal pentru femei organizată în China de pe 10 septembrie 2007 până pe 30 septembrie 2007. Inițial, China trebuia să găzduiască Campionatul Mondial de Fotbal Feminin 2003, dar epidemia de SARS din această țară a determinat mutarea competiției în Statele Unite. FIFA a dat imediat drepturile de organizare pentru turneul din 2007 Chinei.
Turneul s-a deschis cu un meci, care a bătut un record în Shanghai, Germania învingând cu 11-0 Argentina, acesta fiind cel mai mare scor din istoria unui turneu final de Campionatului Mondial de Fotbal Feminin. Turneul s-a încheiat cu Germania învingând Brazilia cu 2-0 în finală, fără să primească vreun gol de-a lungul turneului. Germania a devenit prima echipă din istoria Campionatului Mondial de Fotbal, care a câștigat turneul de două ori la rând.

## Echipe
| Africa (CAF) - Nigeria - Ghana Asia (AFC) - China (host nation — automatically qualified) - Australia - Coreea de Nord - Japonia (defeated Mexico in AFC–CONCACAF playoffs) America de Nord, America Centrală și Caraibele (CONCACAF) - Canada - Statele Unite | Europa (UEFA) - Norvegia - Suedia - Germania - Danemarca - Anglia Oceania (OFC) - Noua Zeelandă America de Sud (CONMEBOL) - Argentina - Brazilia |

## Stadioane
Stadioanele selectate pentru a găzdui competiția sunt:
| ShanghaiChengduWuhanTianjinHangzhouCampionatul Mondial de Fotbal Feminin 2007 (China) |                    |                       |                       |                    |
| Tianjin                                                                               | Wuhan              | Hangzhou              | Chengdu               | Shanghai           |
| Tianjin Olympic Centre Stadium                                                        | Stadionul Wuhan    | Yellow Dragon Stadium | Chengdu Sports Center | Stadionul Hongkou  |
| Capacitate: 60.000                                                                    | Capacitate: 55.000 | Capacitate: 51.000    | Capacitate: 40.000    | Capacitate: 33.000 |
|                                                                                       |                    |                       |                       |                    |

## Acoperire
Mai multe stații TV din jurul lumii au transmis turneul.

## Recompense în bani
Pentru prima oară în istoria Campionatului Mondial de Fotbal Feminin, toate echipele au primit recompense monetare în conformitate cu faza unde au ajuns (toate în USD):
- Campioni: 1.000.000
- Locul doi: 800.000
- Locul trei: 650.000
- Locul patru: 550.000
- Sfertfinaliste: 300.000
- Ieșite în prima rundă: 200.000

## Faza grupelor

### Grupa A
| Echipa    | Pct. | MJ | V | E | Î | GM | GP | DG  |
| --------- | ---- | -- | - | - | - | -- | -- | --- |
| Germania  | 7    | 3  | 2 | 1 | 0 | 13 | 0  | +13 |
| Anglia    | 5    | 3  | 1 | 2 | 0 | 8  | 3  | +5  |
| Japonia   | 4    | 3  | 1 | 1 | 1 | 3  | 4  | −1  |
| Argentina | 0    | 3  | 0 | 0 | 3 | 1  | 18 | −17 |

Toate orele sunt local (UTC+8)
| Germania                                                                                       | 11 – 0  | Argentina |
| ---------------------------------------------------------------------------------------------- | ------- | --------- |
| Behringer 12', 24' Garefrekes 17' Prinz 29', 45+1', 59' Lingor 51', 90+1' Smisek 57', 70', 79' | Cronica |           |

| Anglia            | 2 – 2   | Japonia           |
| ----------------- | ------- | ----------------- |
| K. Smith 81', 83' | Cronica | Miyama 55', 90+5' |

| Argentina | 0 – 1   | Japonia        |
| --------- | ------- | -------------- |
|           | Cronica | Nagasato 90+1' |

| Germania | 0 – 0   | Anglia |
| -------- | ------- | ------ |
|          | Cronica |        |

| Argentina    | 1 – 6   | Anglia                                                                                 |
| ------------ | ------- | -------------------------------------------------------------------------------------- |
| González 60' | Cronica | González 9' (o.g.) J. Scott 10' Williams 50' (pen.) K. Smith 64', 77' Exley 90' (pen.) |

| Japonia | 0 – 2   | Germania                    |
| ------- | ------- | --------------------------- |
|         | Cronica | Prinz 21' Lingor 87' (pen.) |

### Grupa B
| Echipa         | Pct. | MJ | V | E | Î | GM | GP | DG |
| -------------- | ---- | -- | - | - | - | -- | -- | -- |
| Statele Unite  | 7    | 3  | 2 | 1 | 0 | 5  | 2  | +3 |
| Coreea de Nord | 4    | 3  | 1 | 1 | 1 | 5  | 4  | +1 |
| Suedia         | 4    | 3  | 1 | 1 | 1 | 3  | 4  | −1 |
| Nigeria        | 1    | 3  | 0 | 1 | 2 | 1  | 4  | −3 |

Toate orele sunt local (UTC+8)
| Statele Unite            | 2 – 2   | Coreea de Nord                  |
| ------------------------ | ------- | ------------------------------- |
| Wambach 50' O'Reilly 69' | Cronica | Kil Son-Hui 58' Kim Yong-Ae 60' |

| Suedia       | 1 – 1   | Nigeria  |
| ------------ | ------- | -------- |
| Svensson 50' | Cronica | Uwak 82' |

| Statele Unite           | 2 – 0   | Suedia |
| ----------------------- | ------- | ------ |
| Wambach 34' (pen.), 58' | Cronica |        |

| Coreea de Nord                   | 2 – 0   | Nigeria |
| -------------------------------- | ------- | ------- |
| Kim Kyong-Hwa 17' Ri Kum-Suk 21' | Cronica |         |

| Coreea de Nord | 1 – 2   | Suedia          |
| -------------- | ------- | --------------- |
| Ri Un Suk 22'  | Cronica | Schelin 4', 54' |

| Nigeria | 0 – 1   | Statele Unite |
| ------- | ------- | ------------- |
|         | Cronica | Chalupny 1'   |

### Grupa C
| Echipa    | Pct. | MJ | V | E | Î | GM | GP | DG  |
| --------- | ---- | -- | - | - | - | -- | -- | --- |
| Norvegia  | 7    | 3  | 2 | 1 | 0 | 10 | 4  | +6  |
| Australia | 5    | 3  | 1 | 2 | 0 | 7  | 4  | +3  |
| Canada    | 4    | 3  | 1 | 1 | 1 | 7  | 4  | +3  |
| Ghana     | 0    | 3  | 0 | 0 | 3 | 3  | 15 | −12 |

Toate orele sunt local (UTC+8)
| Australia                                | 4 – 1   | Ghana       |
| ---------------------------------------- | ------- | ----------- |
| Walsh 15' De Vanna 57', 81' Garriock 69' | Cronica | Amankwa 70' |

| Norvegia                         | 2 – 1   | Canada      |
| -------------------------------- | ------- | ----------- |
| R. Gulbrandsen 52' Horpestad 81' | Cronica | Chapman 33' |

| Canada                                   | 4 – 0   | Ghana |
| ---------------------------------------- | ------- | ----- |
| Sinclair 16', 62' Schmidt 55' Franko 77' | Cronica |       |

| Norvegia          | 1 – 1   | Australia    |
| ----------------- | ------- | ------------ |
| R. Gulbrandsen 5' | Cronica | De Vanna 83' |

| Norvegia                                                                                    | 7 – 2   | Ghana                     |
| ------------------------------------------------------------------------------------------- | ------- | ------------------------- |
| Storløkken 4' R. Gulbrandsen 39', 59', 62' Horpestad 45' (pen.) Herlovsen 56' Klaveness 69' | Cronica | Bayor 73' Okoe 80' (pen.) |

| Australia                    | 2 – 2   | Canada                   |
| ---------------------------- | ------- | ------------------------ |
| McCallum 53' Salisbury 90+2' | Cronica | Tancredi 1' Sinclair 85' |

### Grupa D
| Echipa        | Pct. | MJ | V | E | Î | GM | GP | DG  |
| ------------- | ---- | -- | - | - | - | -- | -- | --- |
| Brazilia      | 9    | 3  | 3 | 0 | 0 | 10 | 0  | +10 |
| China         | 6    | 3  | 2 | 0 | 1 | 5  | 6  | −1  |
| Danemarca     | 3    | 3  | 1 | 0 | 2 | 4  | 4  | 0   |
| Noua Zeelandă | 0    | 3  | 0 | 0 | 3 | 0  | 9  | −9  |

Toate orele sunt local (UTC+8)
| Brazilia                                                    | 5 – 0   | Noua Zeelandă |
| ----------------------------------------------------------- | ------- | ------------- |
| Daniela 10' Cristiane 54' Marta 74', 90+3' Renata Costa 86' | Cronica |               |

| China                                 | 3 – 2   | Danemarca              |
| ------------------------------------- | ------- | ---------------------- |
| Li Jie 31' Bi Yan 50' Song Xiaoli 88' | Cronica | Nielsen 51' Paaske 87' |

| Danemarca               | 2 – 0  | Noua Zeelandă |
| ----------------------- | ------ | ------------- |
| Pedersen 61' Paaske 66' | Report |               |

| China | 0 – 4   | Brazilia                          |
| ----- | ------- | --------------------------------- |
|       | Cronica | Marta 42', 70' Cristiane 47', 48' |

| China                     | 2 – 0   | Noua Zeelandă |
| ------------------------- | ------- | ------------- |
| Li Jie 57' Xie Caixia 79' | Cronica |               |

| Brazilia       | 1 – 0   | Danemarca |
| -------------- | ------- | --------- |
| Pretinha 90+1' | Cronica |           |

## Faza eliminatorie
|  | Sferturi de finală      | Sferturi de finală       |                          |               | Semifinale  | Semifinale  |  |  | Finala                   | Finala |
|  |                         |                          |                          |               |             |             |  |  |                          |        |
|  | 22 septembrie — Wuhan   |                          |                          |               |             |             |  |  |                          |        |
|  |                         |                          |                          |               |             |             |  |  |                          |        |
|  | Germania                | 3                        |                          |               |             |             |  |  |                          |        |
|  | Germania                | 3                        | 26 septembrie — Tianjin  |               |             |             |  |  |                          |        |
|  | Coreea de Nord          | 0                        |                          |               |             |             |  |  |                          |        |
|  | Coreea de Nord          | 0                        | Germania                 | 3             |             |             |  |  |                          |        |
|  | 23 septembrie — Wuhan   |                          | Germania                 | 3             |             |             |  |  |                          |        |
|  |                         | Norvegia                 | 0                        |               |             |             |  |  |                          |        |
|  | Norvegia                | Norvegia                 | 0                        | 1             |             |             |  |  |                          |        |
|  | Norvegia                |                          | 30 septembrie — Shanghai | 1             |             |             |  |  |                          |        |
|  | China                   | 0                        |                          |               |             |             |  |  |                          |        |
|  | China                   | 0                        | Germania                 | 2             |             |             |  |  |                          |        |
|  | 22 septembrie — Tianjin |                          | Germania                 | 2             |             |             |  |  |                          |        |
|  |                         | Brazilia                 | 0                        |               |             |             |  |  |                          |        |
|  | Statele Unite           | Brazilia                 | 0                        | 3             |             |             |  |  |                          |        |
|  | Statele Unite           | 27 septembrie — Hangzhou |                          | 3             |             |             |  |  |                          |        |
|  | Anglia                  | 0                        |                          |               |             |             |  |  |                          |        |
|  | Anglia                  | 0                        | Statele Unite            | 0             | Finala mică | Finala mică |  |  |                          |        |
|  | 23 septembrie — Tianjin |                          | Statele Unite            | 0             | Finala mică | Finala mică |  |  |                          |        |
|  |                         | Brazilia                 | 4                        |               |             |             |  |  |                          |        |
|  | Brazilia                | Brazilia                 | 4                        | 3             | Norvegia    | 1           |  |  |                          |        |
|  | Brazilia                |                          |                          | 3             | Norvegia    | 1           |  |  |                          |        |
|  | Australia               | 2                        |                          | Statele Unite | 4           |             |  |  |                          |        |
|  | Australia               | 2                        |                          |               | 4           |             |  |  |                          |        |
|  |                         |                          |                          |               |             |             |  |  | 30 septembrie — Shanghai |        |
|  |                         |                          |                          |               |             |             |  |  |                          |        |

### Sferturile de finală
| Germania                            | 3 – 0   | Coreea de Nord |
| ----------------------------------- | ------- | -------------- |
| Garefrekes 44' Lingor 67' Krahn 72' | Cronica |                |

| Statele Unite                  | 3 – 0   | Anglia |
| ------------------------------ | ------- | ------ |
| Wambach 48' Boxx 57' Lilly 60' | Cronica |        |

| Norvegia      | 1 – 0   | China |
| ------------- | ------- | ----- |
| Herlovsen 32' | Cronica |       |

| Brazilia                                  | 3 – 2   | Australia                  |
| ----------------------------------------- | ------- | -------------------------- |
| Formiga 4' Marta 23' (pen.) Cristiane 75' | Cronica | De Vanna 36' Colthorpe 68' |

### Semifinale
(Toate orele UTC+8)
| Germania                                    | 3 – 0   | Norvegia |
| ------------------------------------------- | ------- | -------- |
| Rønning 42' (o.g.) Stegemann 72' Müller 75' | Cronica |          |

| Statele Unite | 0 – 4   | Brazilia                                        |
| ------------- | ------- | ----------------------------------------------- |
|               | Cronica | Osborne 20' (o.g.) Marta 27', 79' Cristiane 56' |

### Finala mică
| Norvegia           | 1 – 4   | Statele Unite                              |
| ------------------ | ------- | ------------------------------------------ |
| R. Gulbrandsen 63' | Cronica | Wambach 30', 46' Chalupny 58' O'Reilly 59' |

### Finala
| Germania              | 2 – 0   | Brazilia |
| --------------------- | ------- | -------- |
| Prinz 52' Laudehr 86' | Cronica |          |

| Germania | Brazilia |

| GERMANIA:   |    |                    |     |     |
|             |    |                    |     |     |
| P           | 1  | Nadine Angerer     |     |     |
| F           | 2  | Kerstin Stegemann  |     |     |
| F           | 5  | Annike Krahn       |     |     |
| F           | 17 | Ariane Hingst      |     |     |
| F           | 6  | Linda Bresonik     | 63' |     |
| M           | 18 | Kerstin Garefrekes | 7'  |     |
| M           | 14 | Simone Laudehr     |     |     |
| M           | 10 | Renate Lingor      |     |     |
| M           | 7  | Melanie Behringer  |     | 74' |
| A           | 8  | Sandra Smisek      |     | 80' |
| A           | 9  | Birgit Prinz (c)   |     |     |
| Schimbări:  |    |                    |     |     |
| A           | 16 | Martina Müller     |     | 74' |
| M           | 19 | Fatmire Bajramaj   |     | 80' |
| Antrenor:   |    |                    |     |     |
| Silvia Neid |    |                    |     |     |

| BRAZILIA:       |    |              |     |     |
|                 |    |              |     |     |
| P               | 1  | Andréia      |     |     |
| F               | 3  | Aline (c)    |     | 88' |
| F               | 5  | Renata Costa |     |     |
| F               | 4  | Tânia        |     | 81' |
| M               | 2  | Elaine       |     |     |
| M               | 8  | Formiga      |     |     |
| M               | 20 | Ester        |     | 63' |
| M               | 9  | Maycon       |     |     |
| A               | 11 | Cristiane    |     |     |
| A               | 7  | Daniela      | 59' |     |
| A               | 10 | Marta        |     |     |
| Schimbări:      |    |              |     |     |
| F               | 6  | Rosana       |     | 63' |
| M               | 18 | Pretinha     |     | 81' |
| A               | 15 | Kátia        |     | 88' |
| Antrenor:       |    |              |     |     |
| Jorge Barcellos |    |              |     |     |

| Arbitri - Arbitrii asisteți: - Maria Isabel Tovar (Mexic) - Rita Munoz (Mexic) - Arbitrul de rezervă: Mayumi Oiwa (Japonia) |

## Premii
| Câștigătoarea Ghetei de Aur | Câștigătoarea Balonului de Aur | Trofeul FIFA Fair Play | Cea mai bună portară |
| --------------------------- | ------------------------------ | ---------------------- | -------------------- |
| Marta                       | Marta                          | Norvegia               | Nadine Angerer       |

### Echipa All-Star
| Portari                     | Fundași                                                         | Mijlocași                                                                  | Atacanți                                   |
| --------------------------- | --------------------------------------------------------------- | -------------------------------------------------------------------------- | ------------------------------------------ |
| Nadine Angerer Bente Nordby | Ariane Hingst Li Jie Ane Stangeland Horpestad Kerstin Stegemann | Daniela Formiga Kelly Smith Renate Lingor Ingvild Stensland Kristine Lilly | Lisa De Vanna Marta Cristiane Birgit Prinz |

## Marcatoare
7 goluri
- Marta

6 goluri
- Ragnhild Gulbrandsen
- Abby Wambach

5 goluri
- Birgit Prinz
- Cristiane

4 goluri
- Lisa De Vanna
- Kelly Smith
- Renate Lingor

3 goluri
- Christine Sinclair
- Sandra Smisek

2 goluri
| - Li Jie - Cathrine Paaske Sørensen - Melanie Behringer - Kerstin Garefrekes | - Aya Miyama - Isabell Herlovsen - Ane Stangeland Horpestad | - Lotta Schelin - Lori Chalupny - Heather O'Reilly |

1 gol
| - Eva González - Heather Garriock - Collette McCallum - Cheryl Salisbury - Sarah Walsh - Lauren Colthorpe - Formiga - Daniela - Pretinha - Renata Costa - Candace-Marie Chapman - Martina Franko - Sophie Schmidt - Melissa Tancredi | - Bi Yan - Song Xiaoli - Xie Caixia - Anne Dot Eggers Nielsen - Katrine Pedersen - Vicky Exley - Jill Scott - Fara Williams - Annike Krahn - Simone Laudehr - Martina Müller - Kerstin Stegemann - Anita Amankwa - Adjoa Bayor | - Florence Okoe - Yuki Nagasato - Cynthia Uwak - Kil Son Hui - Kim Yong Ae - Kim Kyong Hwa - Ri Kum Suk - Ri Un Suk - Lise Klaveness - Lene Storløkken - Victoria Svensson - Shannon Boxx - Kristine Lilly |

Autogol
- Eva González (pentru Anglia)
- Trine Rønning (pentru Germania)
- Leslie Osborne (pentru Brazilia)